# جيمس ألفرد فان ألن
جيمس ألفرد فان ألن (بالإنجليزية: James Van Allen) ( 1914م - 2006م ). عالم فيزياء أمريكي اكتشف الأحزمة الإشعاعية التي سمّيت باسمه، وهما نطاقان من الجسيمات الكهربائية يحيطان بالكرة الأرضية. وقد استخدم فريق العلماء الذي ينتمي إليه معلومات من القمرين الصناعيين الأمريكيين إكسبلورر وبايونير ليثبتوا الاكتشاف في عام 1958م. ولد فان ألن بمدينة ماونت بليزانت بولاية أيوا بالولايات المتحدة وتخرج في كلية ويسيليان بأيوا وجامعة أيوا. وصار رئيسًا لقسم الفيزياء والفلك بجامعة أيوا من عام 1951م إلى عام 1985م. وكان من المخططين الرئيسيين للعام الجيوفيزيائي العالمي لسنة 1957 - 1958م.

## روابط خارجية
- جيمس ألفرد فان ألن على موقع الموسوعة البريطانية (الإنجليزية)
- جيمس ألفرد فان ألن على موقع مونزينجر (الألمانية)
- جيمس ألفرد فان ألن على موقع إن إن دي بي (الإنجليزية)